# Allium semenovii
Allium semenovii är en amaryllisväxtart som beskrevs av Eduard August von Regel. Allium semenovii ingår i släktet lökar, och familjen amaryllisväxter. Inga underarter finns listade i Catalogue of Life.